# Telve (Trento)
Telve és un municipi italià, dins de la província de Trento. L'any 2007 tenia 1.886 habitants. Limita amb els municipis de Baselga di Pinè, Borgo Valsugana, Carzano, Castello-Molina di Fiemme, Castelnuovo, Palù del Fersina, Pieve Tesino, Scurelle, Telve di Sopra i Valfloriana.

## Administració
| Període   | Identitat      | Partit        |
| --------- | -------------- | ------------- |
| 1983-2000 | Carlo Spagolla | Llista cívica |
| 2000-     | Franco Rigon   | Llista cívica |